# 马乌戈热塔·克西翁日凯维奇
马乌戈热塔·克西翁日凯维奇（波蘭語：Małgorzata Książkiewicz，1967年5月5日—），波兰女子射击运动员。她曾代表波兰参加1992年和1996年夏季奥林匹克运动会射击比赛，获得一枚铜牌。